# Roberto Chavarría Vilcatoma
Roberto Carlos Chavarría Vilcatoma (San Ramón, 27 de agosto de 1958) es un militar, reservista y político peruano. Fue congresista de la República durante el periodo 2020-2021.

## Biografía
Roberto Carlos nació el 27 de agosto de 1958, en la ciudad peruana de San Ramón, Chanchamayo.
Realizó su formación primaria y secundaria en la ciudad de Pichanaqui. No cursó estudios superiores y no declaró a las autoridades electorales ninguna información laboral. 
Fue uno de los participantes del intento de golpe de Estado, liderado por Antauro Humala en Andahuaylas en 2007, más conocido como el Andahuaylazo. En el año 2008 fue condenado a 9 años de prisión efectiva por el 38° juzgado penal de Lima por el delito de rebelión habiendo cumplido con su pena en la actualidad.

## Vida política
Participó en las elecciones generales del 2016 como candidato al Congreso de la República por el partido Democracia Directa, sin embargo, no resultó elegido.

### Congresista
En las elecciones parlamentarias del 2020 fue elegido como congresista en representación de Junín por el partido Unión por el Perú obteniendo la representación.
Chavarría se mostró a favor de la vacancia de Martín Vizcarra durante los dos procesos que se dieron para ello, el segundo de los cuales terminó sacando al expresidente del poder. El congresista apoyó la moción siendo uno de los 105 parlamentarios que votó a favor de la vacancia de Martín Vizcarra.